# هیاگو دی اولیویرا رامیرو
هیاگو دی اولیویرا رامیرو بازیکن فوتبال اهل برزیل است 